# Jerry Steiner
Jerome Clifford Steiner, detto Jerry (Berne, 7 gennaio 1918 – Bonita Springs, 1º febbraio 2012), è stato un cestista, allenatore di pallacanestro e arbitro di pallacanestro statunitense, professionista nella NBL.

## Carriera
Dopo aver giocato alla Berne High School e alla Butler University, ha allenato per due stagioni la Ladoga High School. Ha poi giocato negli Indianapolis Kautskys e nei Fort Wayne Zollner Pistons. Dopo il ritiro da giocatore, ha arbitrato in Big Ten Conference.

## Palmarès
- Madison Square Garden All-America (1940)
- All-NBL Second Team (1946)